# دودمان اورانیه-ناسائو
دودمان اورانیه-ناسائو (به هلندی: Huis van Oranje-Nassau) دودمان حاکم کنونی هلند است. این دودمان شاخه‌ای از دودمان ناسائو است که نقش بزرگی را در سیاست و دولت هلند و اروپا به ویژه پس از سازماندهی شورش هلندی‌ها علیه حکومت اسپانیا توسط ویلیام خاموش بازی کرد که پس از جنگ هشتادساله (۱۵۶۸–۱۶۴۸) منجر به تشکیل کشور مستقل هلند شد.
اعضای متعددی از این دودمان در دوران جمهوری هلند به عنوان فرماندار (هلندی: stadhouder) هلند فعالیت کردند. در سال ۱۸۱۵ پس از دوران درازی از حکومت جمهوری، هلند به پادشاهی تحت حکومت دودمان اورانیه-ناسائو تبدیل شد.